# 神奈川農政事務所
神奈川農政事務所（かながわのうせいじむしょ）は農林水産省の地方支分部局である関東農政局の出先機関だった。
2011年9月1日施行の「農林水産省設置法の一部を改正する法律」によって廃止された。

## 組織
- 横浜地域センター（横浜市中区北仲通 横浜第二合同庁舎）